# Macrostomus dolichopterus
Macrostomus dolichopterus är en tvåvingeart som beskrevs av Mario Bezzi 1909. Macrostomus dolichopterus ingår i släktet Macrostomus och familjen dansflugor. Inga underarter finns listade i Catalogue of Life.